# Schistophleps mundata
Schistophleps mundata là một loài bướm đêm thuộc phân họ Arctiinae, họ Erebidae.